# Стајање на вратима школе
Стајање на вратима школе (енгл. Stand in the Schoolhouse Door) је догађај који се одиграо на улазу у Аудиторијум Фостер Универзитета Алабаме 11. јуна 1963. године. Џорџ Валас, гувернер Алабаме, у симболичном покушају да одржи своје обећање „Сегрегација сада, сегрегација сутра, сегрегација заувек“ и заустави десегрегацију школа, стајао је на улазу у аудиторијум покушавајући да спречи улазак двоје црних студената, Вивијан Малон Џоунс и Џејмса Худа.
Захваљујући инциденту, Валас је доспео и жижу интересовања јавности.

## Позадина
Дана 17. маја 1954, Врховни суд САД донео је пресуду у предмету Браун против Одбора за образовање Топике, прогласивши сегрегацију у школама неуставном. Пресуда је значила да се у свим школама, укључујући и Универзитет Алабаме, мора извршити десегрегација. Наредних година, стотине црних студената су се покушали уписати на универзитет, али су сви одбијени.
Универзитет је радио са полицијом покушавајући да пронађе дисквалификујуће околности код црних студената, а када им то није успевало, застрашивали су кандидате. Међутим, 1963. године троје црних студената са савршеним квалификацијама, Вивијан Малон Џоунс, Дејв Макглетери и Џејмс Худ, аплицирали су за пријем, а покушаји застрашивања нису донели резултате. Почетком јуна, савезни судија је наредио да буду примљени, и забранио гувернеру Валасу да се меша.

## Инцидент
Дана 11. јуна, Малоун и Худ су дошли да се упишу на универзитет. Валас је, у покушају да испуни обећање али и да направи политички шоу, блокирао улаз у аудиторијум. Испред зграде се налазио велики број новинара. Недуго затим, дошао је заменик америчког државног тужиоца Николас Каценбах и замолио Валаса да одступи, што је он одбио, а затим је почео да држи говор о правима држава. Каценбах је затим назвао председника САД Џона Ф. Кенедија, који је мобилизовао Националну гарду Алабаме. Генерал Хенри Грејам наредио је Валасу да се склони, говорећи: „Господине, моја је тужна дужност да Вас замолим да одступите у складу са наређењем Председника Сједињених Америчких Држава“. Валас је говорио још неко време, а затим се склонио, а Малоун и Худ су се регистровали као студенти.

## У популарној култури
Догађај је приказан у филму Форест Гамп из 1994, где се главни јунак филма појављује током догађаја.